# 20039 Danfalk
20039 Danfalk è un asteroide della fascia principale. Scoperto nel 1992, presenta un'orbita caratterizzata da un semiasse maggiore pari a 2,424492 UA e da un'eccentricità di 0,150160, inclinata di 2,560687° rispetto all'eclittica. 